# Liste des compagnies aériennes au Qatar
Voici une liste des compagnies aériennes opérant actuellement au Qatar.

## Compagnies aériennes régulières
| Compagnie aérienne | IMAGE | IATA | OACI | Indicatif d'appel | Depuis | Remarques                                                                                  |
| ------------------ | ----- | ---- | ---- | ----------------- | ------ | ------------------------------------------------------------------------------------------ |
| Qatar Airways      |       | QR   | QTR  | QATARI            | 1993   | Le transporteur national et la seule compagnie aérienne commerciale de passagers du Qatar. |

## Compagnies aériennes charter
| Compagnie aérienne | IMAGE | IATA | OACI | Indicatif d'appel | Depuis | Remarques |
| ------------------ | ----- | ---- | ---- | ----------------- | ------ | --------- |
| Gulf Helicopters   |       |      |      |                   | 1970   |           |
| Qatar Executive    |       | QR   | QQE  | QREX              | 2009   |           |

## Compagnies aériennes cargo
| Compagnie aérienne | IMAGE | IATA | OACI | Indicatif d'appel | Depuis | Remarques |
| ------------------ | ----- | ---- | ---- | ----------------- | ------ | --------- |
| Qatar Air Cargo    |       | QR   | QAC  | CARGO DU QATAR    | 2003   |           |

## Compagnies aériennes gouvernementales
| Compagnie aérienne | IMAGE | IATA | OACI | Indicatif d'appel | Depuis | Remarques |
| ------------------ | ----- | ---- | ---- | ----------------- | ------ | --------- |
| Qatar Amiri Flight |       |      | QAF  | AMIRI             | 1977   |           |

## Voir également
- Liste des anciennes compagnies aériennes de l'État du Qatar
- Liste des anciennes compagnies aériennes d'Asie

- Liste des compagnies aériennes
- Liste des compagnies aériennes en Asie
- Compagnies aériennes interdites d'exploitation dans l'Union européenne
- Liste des compagnies aériennes disparues en Asie
- Liste des compagnies aériennes en Europe